# Linia kolejowa E 30
Linia kolejowa E 30 – linia należąca do III Paneuropejskiego Korytarza Transportowego łączącego Niemcy, Polskę i Ukrainę. Polski odcinek tej linii o długości 677 km łączy najważniejsze centra i regiony ekonomiczne południowej Polski: województwo dolnośląskie, województwo opolskie, województwo śląskie, województwo małopolskie i województwo podkarpackie. 
Na zachód – od stacji Wrocław Główny – przez Legnicę, Węgliniec do Zgorzelca linia E30 jest użytkowana głównie w ruchu regionalnym (pociągi Kolei Dolnośląskich). W krajowym ruchu pasażerskim wykorzystywana przez pociąg IC „Nałkowska” relacji Jelenia Góra – Białystok i Białystok – Jelenia Góra oraz IC „Karkonosze”, takiej samej relacji, obsługiwane składami ED161. Obecnie (do 1. września 2019 roku), ze względu na remont odcinka linii nr 279 (Lubań – Węgliniec), w przypadku IC „Nałkowska”, ruch odbywa się od stacji Węgliniec, do której z Jeleniej Góry odjeżdża Zastępcza Komunikacja Autobusowa, tak samo w relacji z Węglińca. IC „Karkonosze” wyjeżdża z Jeleniej Góry o ponad godzinę później, objazdem przez Wałbrzych. W międzynarodowym ruchu pasażerskim wykorzystywana poprzez pociągi osobowe KD Wrocław – Drezno, Drezno – Wrocław i w krajowych oraz międzynarodowych przewozach towarowych.

## Przebieg
Przez Polskę linia przebiega na trasie od granicy państwa z Niemcami przez Zgorzelec – Węgliniec – Bolesławiec – Legnicę – Wrocław – Opole – Kędzierzyn-Koźle – Gliwice – Zabrze – Katowice – Kraków – Tarnów – Rzeszów – Przemyśl do granicy z Ukrainą w Medyce.
Linie kolejowe na terenie Polski wchodzące w skład korytarza E30:
- Linia kolejowa nr 91
- Linia kolejowa nr 132
- Linia kolejowa nr 133
- Linia kolejowa nr 134
- Linia kolejowa nr 136
- Linia kolejowa nr 137
- Linia kolejowa nr 275
- Linia kolejowa nr 278
- Linia kolejowa nr 282

## Modernizacja
Modernizacja linii E 30 realizowana jest przez PKP Polskie Linie Kolejowe SA etapami od 2000 roku.
Trasa ma spełniać parametry głównych międzynarodowych linii kolejowych (objęte umowami AGC) i głównych międzynarodowych linii kolejowych transportu kombinowanego (AGTC), czyli zapewnić prędkości do 160 km/h dla pociągów pasażerskich i 120 km/h dla pociągów towarowych, a także dopuszczalny nacisk do 221 kN na oś. Na niektórych odcinkach linii jest już możliwa jazda z powyższymi parametrami.
W sierpniu 2014 na linii na odcinku Legnica – Bielawa Dolna rozpoczęto testy ETCS poziomu 2. Udział w nich brały dwie lokomotywy EP09 z urządzeniami pokładowymi ETCS i GSM-R. 3 marca 2016 podsystem strukturalny Sterowanie otrzymał zezwolenie wydane przez Urząd Transportu Kolejowego. Było to pierwsze w Polsce zezwolenie dla systemu ETCS poziomu 2. Na początku kwietnia 2020 ETCS poziomu 2 został uruchomiony do normalnego użytku na odcinku Legnica – Wrocław – Opole.